# Bahía de Buenaventura
La Bahía de Buenaventura es una bahía y un estuario del océano Pacífico ubicada al occidente del departamento del Valle del Cauca, en Colombia. Sus aguas bañan la ciudad de Buenaventura, principal puerto del país en el Pacífico.
La bahía tiene una sola entrada conocida como La Bocana, que está formada por la punta Bazán al norte y la punta Soldado al sur, que están separadas entre sí por un estrecho de 1.582 m. Para acceder la ciudad y el puerto de Buenaventura se recorre un largo canal desde La Bocana hasta la isla del Cangrejo y de allí por otro más para arribar definitivamente a la isla de Cascajal, donde se asienta la ciudad. A la bahía afluyen los ríos Dagua y Anchicayá. Sus orillas son bajas y cubiertas de grandes extensiones de manglares. Muy cerca y al sur de la bahía de Buenaventura se encuentra la boca del Raposo, o golfo de Raposo. También están la isla de Santa Bárbara y el golfo de Tortugas, que debe su nombre a la abundancia de esta especie sobre sus playas de arena gris. La pequeña playa de Mallorquín se encuentra en las inmediaciones, en una mezcla de acantilados y zona selvática.
La bahía fue visitada por europeos por primera vez hacia 1520, probablemente por los españoles Diego de Almagro y Francisco Pizarro. En su ruta hacia el Perú desde la Ciudad de Panamá, exploraron la costa pacífica de Colombia, y tras 4 años llegaron en 1529 a la isla del Gallo en la bahía de Tumaco. La ciudad de Buenaventura en tanto fue fundada por Juan de Ladrilleros el 14 de julio de 1540, quien por órdenes del adelantado Pascual de Andagoya le puso el nombre de Buenaventura por coincidir la fecha de su fundación con la fiesta del santo. En 1848 fue creado a sus alrededores el Territorio de Raposo que comprendía los pueblos de Buenaventura, Calima, Raposo y Yurmanguí.